# Benedikt Rogačić
Benedikt Rogačić (Dubrovnik, 18. ožujka 1646. – Rim, 8. veljače 1719.), hrvatski katolički svećenik, isusovac, pisac, pjesnik i prevoditelj.
Postoje različiti zapisi njegova imena: Benedictus Rogaccius, Rogacci.

## Životopis
Nakon što je završio isusovačku gimnaziju u Dubrovniku, nastavio se školovati u Anconi te na Rimskom kolegiju gdje je završio studije teologije i filozofije. Godine 1661. ulazi u novicijat isusovačkog reda. Na kolegiju Germanicum je poučavao filozofiju. Za života je objavio desetak djela na latinskom i talijanskom jeziku. Većinu svojega života proveo u Rimu.
Na molbu Stjepana Gradića, je u stihovima opisao potres u Dubrovniku 1667. u djelu "Proseucticon de terraemotu quo Epidaurus in Dalmatia anno MDCLXVII." (Razlaganje o potresu u kojem je uništen 1667. godine Dubrovnik u Dalmaciji, 1690.). Također je spjevao i himne za oficij sv. Vlaha. Godine 1690. napisao je spjev u 6 pjevanja "Euthymia sive de tranquillitate animi carmen didascalicum" (Eutimija ili poučna pjesma o duševnom miru) u kojem svoj rad temelji na klasičnoj filozofiji te radom baroknih pjesnika i teologa.
1694. objavljuje zbirku od 25 latinskih govora - Orationes. Najpoznatije djelo Benedikta Rogačića je "Lʼuno necessario" (Jedno potrebno 5. sv., 1697. – 1708.), napisano na talijanski, koje je doživjelo oko dvadeset izdanja te ga je Rogačić 1721. preveo na latinski. Godine 1711. objavio razmatranja o duhovnim vježbama kršćanina pod nazivom "Il Cristiano raggiustato ne’ concetti e costumi" (Kršćanin obnovljen u načelima i vladanju). Napisao je i talijansku gramatike za početnike "Pratica e compendiosa istruzione a’ principianti circa l’uso emendato ed elegante della lingua italiana" (Praktična i opširna uputa o ispravnoj i lijepoj uporabi talijanskoga jezika, 1711.). Ovo djelo je bilo službeni udžbenik u talijanskim školama. U rukopisu je ostalo više njegovih djela te nedovršeni latinski spjev u čast švedske kraljice Kristine.